# Szabó Erika (politikus)
Szabó Erika (Szentes, 1959. január 19. –) magyar politikus, a Fidesz – Magyar Polgári Szövetség országgyűlési képviselője, 2010 májusától a Közigazgatási és Igazságügyi Minisztérium államtitkára.

## Életútja
Jogász diplomáját 1984-ben szerezte a szegedi József Attila Tudományegyetem Állam- és Jogtudományi Karán, majd három évvel később jogtanácsosi szakvizsgát tett.
Munkásságát az ATIVIG Gépüzemben kezdte bérelszámolóként és anyagnyilvántartóként. Az egyetem befejeztével jogi előadóként helyezkedett el a Pannónia Szőrme Vállalatnál. Később a Kiskunhalasi Városi Tanács Szervezési és Jogi Osztályán dolgozott jogi főelőadóként, majd a Kiskunhalasi Polgármesteri Hivatal jogi főelőadója lett.
1989 májusban belépett a Szabad Demokraták Szövetségébe (SZDSZ). A kiskunhalasi szervezet egyik alapító tagja, majd ügyvivője lett. 1989-1992-ig az SZDSZ Országos Tanácsának tagja, 1992-ben az SZDSZ polgári demokrata platformjának alapító tagja. 1990-ben a Bács-Kiskun megyei listán bejutott a törvényhozásba. Az 1994-es választáson képviselőjelölt volt. 1994 júniusában kilépett az SZDSZ-ből, majd 1996 júliusában csatlakozott a Fideszhez. 1997 novemberében helyi elnökké választották. 2001-től országos várasztmányi tag. Az 1998-as és a 2002-es választáson egyéni mandátumot szerzett Kiskunhalason (Bács-Kiskun 8. vk.). 1998. júniustól 2002. májusig az Országgyűlés jegyzője. 2002-2006-ig az Országgyűlés Szociális és Családügyi Bizottságának alelnöke. A 2003-as néppárti átalakítás során megbízták a kiskunhalasi választókerület vezetésével.A 2006-os országgyűlési választáson Bács-Kiskun megye 8. választókerületében egyéni mandátumot szerzett. 2006. május 30-tól az ifjúsági, szociális és családügyi bizottság tagja. 2010-ben Bács-Kiskun megyei területi listán került az országgyűlésbe a Fidesz-KDNP jelöltjeként.
2010. június 2-án a Közigazgatási és Igazságügyi Minisztérium államtitkárává nevezték ki.
Házas, három gyermek édesanyja.

## Vitatott intézkedései
- 2011 augusztusában „Az Alaptörvény asztala” felállítását kérte minden önkormányzattól.[1]
- 2011. december 29-én ismeretlen okból, államtitkári jogosítványaira hivatkozva, ám utólag önmaga által is jogtalan intézkedésnek elismerve felnyittatta az Országos Igazságszolgáltatási Tanács (OIT) Budapest V. kerületében levő hivatalának irodáit, köztük a hivatalvezető szobáját is.[2]